# Ernestine Nyrop
Ernestine Nyrop (født 9. marts 1888 i København, død 30. juli 1975 i Gentofte Sogn) var en dansk tekstilkunstner og freskomaler, der huskes for sine dekorationer af kirker i Danmark og Sverige. I 1930 udgav hun en række traditionelle danske sy- og vævemønstre i Danske Mønstre til Syning og Vævning I-II. Fra 1937 til 1959 bidrog Nyrop aktivt til Dansk Paramenthandel, en organisation dedikeret til at sikre standarder af høj kvalitet for tekstilkunst i kirker.

## Levned
Ernestine Nyrop blev født 9. marts 1888 i København, som datter af arkitekten Martin Nyrop (1849-1921) og Louise Frederikke Laub (1851-1933, søster til komponisten Thomas Laub). Hun blev opdraget i et kulturbevidst hjem med forbindelser til grundtvigske folkehøjskoler, herunder Askov og Vallekilde. Hun gik på Tegne- og Kunstindustriskolen for Kvinder, hvorefter hun fik undervisning af bl.a. Bertha Dorph. Hun dimitterede i 1915 fra Det Kongelige Danske Kunstakademi, hvor hun havde specialiseret sig i dekorativ kunst under freskomaleren Joakim Skovgaard.
Hun udstillede seks gange på Charlottenborgs Forårsudstilling i perioden 1920-33 og 3 gange på Kunstnernes Efterårsudstilling (1916-1919).

## Kunstnerisk virke
I 1912–1913 malede hun sammen med andre kunstnere de vægfresker, der skildrer sjællandske landskaber på Bispebjerg Hospital, der var tegnet af hendes far, Martin Nyrop. Grafikeren og maleren Christian Juel Madsen var en af de øvrige kunstnere, som samtidigt havde gået på Kunstakademiets skole for dekorationskunst hos professor Joakim Skovgaard, og som udsmykkede Bispebjerg Hospitals sengestuer med fresker.
I 1918 designede Ernestine Nyrop glasmosaikkerne i koret i Luther Kirken i København med inspiration fra kompositioner fra middelalderen. I 1920 dekorerede hun Sankt Andreas Kirke i København med store vægfresker, som skildrer De hellige tre Konger og kvinderne ved Graven også i middelalderstil.
På Kunstakademiets skole for dekorationskunst havde hun også mødt maleren Margrete Drejer (en) (1889-1975). De etablerede et livslangt samarbejde om at skabe tekstilt kunsthåndværk og tegnede forlæg til både private og institutioner, især kirker og foreninger. I 1918 afholdt hun sammen med Margrethe Drejer og maleren og billedhuggeren Mary Elisa Havning (1888-1972) en særlig udstilling med malerier og dekorativ kunst med broderi og vævning. Mønstrene til Margrethe Drejers alterduge og kirketekstiler blev tit skabt af Nyrop og ofte inspireret af traditionelle mønstre. Nogle af disse værker er bevaret i Maribo Domkirke.
Ernestine Nyrop forsøgte at genoplive interessen for ældre dansk broderiarbejde, især korssting. I 1930 udgav hun med støtte fra Carlsbergfondet Danske Mønstre til Syning og Vævning I-II, hovedsageligt baseret på korsstingmønstre fra Nord- og Vestsjælland og Amager. Fra 1937 til 1959 bidrog Nyrop aktivt til Dansk Paramenthandel, en organisation til at sikre et højt kvalitetsniveau i brugen af tekstilkunst i kirker.
Ernestine Nyrop tilbragte den sidste del af sit liv i Ordrup hvor hun døde den 30. juli 1975.